# Kanton Bourgogne-Fresne
Der Kanton Bourgogne-Fresne ist seit 1790 ein französischer Wahlkreis im Arrondissement Reims im Département Marne in der Region Grand Est; sein Bureau centralisateur befindet sich in Bourgogne-Fresne. Er änderte seinen früheren Namen Kanton Bourgogne zum heutigen per Dekret vom 24. Februar 2021.
Der Kanton besteht aus 27 Gemeinden mit insgesamt 29.406 Einwohnern (Stand: 1. Januar 2022) auf einer Gesamtfläche von 371,91 km²:

## Gemeinden
| Gemeinde                 | Einwohner 1. Januar 2022 | Fläche km² | Dichte Einw./km² | Code INSEE | Postleitzahl |
| ------------------------ | ------------------------ | ---------- | ---------------- | ---------- | ------------ |
| Auménancourt             | 1.118                    | 12,82      | 87               | 51025      | 51110        |
| Bazancourt               | 2.441                    | 11,64      | 210              | 51043      | 51110        |
| Beine-Nauroy             | 987                      | 42,68      | 23               | 51046      | 51490        |
| Berméricourt             | 263                      | 8,01       | 33               | 51051      | 51220        |
| Berru                    | 618                      | 13,65      | 45               | 51052      | 51420        |
| Boult-sur-Suippe         | 1.793                    | 19,75      | 91               | 51074      | 51110        |
| Bourgogne-Fresne         | 1.454                    | 26,84      | 54               | 51075      | 51110        |
| Brimont                  | 453                      | 12,61      | 36               | 51088      | 51220        |
| Caurel                   | 696                      | 9,79       | 71               | 51101      | 51110        |
| Cauroy-lès-Hermonville   | 504                      | 10,27      | 49               | 51102      | 51220        |
| Cormicy                  | 1.504                    | 31,74      | 47               | 51171      | 51220        |
| Courcy                   | 1.262                    | 15,50      | 81               | 51183      | 51220        |
| Hermonville              | 1.409                    | 13,30      | 106              | 51291      | 51220        |
| Heutrégiville            | 504                      | 11,62      | 43               | 51293      | 51110        |
| Isles-sur-Suippe         | 979                      | 12,39      | 79               | 51299      | 51110        |
| Lavannes                 | 573                      | 17,77      | 32               | 51318      | 51110        |
| Loivre                   | 1.438                    | 10,24      | 140              | 51329      | 51220        |
| Merfy                    | 603                      | 6,69       | 90               | 51362      | 51220        |
| Nogent-l’Abbesse         | 540                      | 10,16      | 53               | 51403      | 51420        |
| Pomacle                  | 530                      | 11,19      | 47               | 51439      | 51110        |
| Pouillon                 | 521                      | 2,78       | 187              | 51444      | 51220        |
| Saint-Étienne-sur-Suippe | 349                      | 7,74       | 45               | 51477      | 51110        |
| Saint-Thierry            | 603                      | 7,59       | 79               | 51518      | 51220        |
| Thil                     | 318                      | 2,11       | 151              | 51568      | 51220        |
| Villers-Franqueux        | 299                      | 3,29       | 91               | 51633      | 51220        |
| Warmeriville             | 2.689                    | 23,25      | 116              | 51660      | 51110        |
| Witry-lès-Reims          | 4.958                    | 16,49      | 301              | 51662      | 51420        |
| Kanton Bourgogne-Fresne  | 29.406                   | 371,91     | 79               | 5102       | –            |

Bis zur landesweiten Neuordnung der französischen Kantone im März 2015 gehörten zum Kanton Bourgogne die 24 Gemeinden Auménancourt, Bazancourt, Berméricourt, Boult-sur-Suippe, Bourgogne, Brimont, Caurel, Cauroy-lès-Hermonville, Cormicy, Courcy, Fresne-lès-Reims, Heutrégiville, Isles-sur-Suippe, Lavannes, Loivre, Merfy, Pomacle, Pouillon, Saint-Étienne-sur-Suippe, Saint-Thierry, Thil, Villers-Franqueux, Warmeriville und Witry-lès-Reims. Sein Zuschnitt entsprach einer Fläche von 2284,65 km2. Er besaß vor 2015 den INSEE-Code 5105.

## Veränderungen im Gemeindebestand seit 2015
2017:
- Fusion Bourgogne und Fresne-lès-Reims → Bourgogne-Fresne
- Fusion Cormicy und Gernicourt (Departement Aisne) → Cormicy

## Bevölkerungsentwicklung
| 1962          | 1968   | 1975   | 1982   | 1990   | 1999   | 2006   | 2013   | 2021   |
| ------------- | ------ | ------ | ------ | ------ | ------ | ------ | ------ | ------ |
| 12.815        | 13.584 | 13.849 | 18.254 | 20.450 | 21.212 | 22.604 | 27.263 | 29.117 |
| Quelle: INSEE |        |        |        |        |        |        |        |        |